# Klavdiya Boyarskij
Klàvdia Boiàrskikh (en ruso: Кла́вдия Серге́евна Боя́рских) (Verkhnyaya Pyshma, Sverdlovsk, Unión Soviética, 1939 - Ekaterimburgo, 12 de diciembre de 2009) fue una esquiadora de fondo soviética, que fue la gran estrella en los Juegos Olímpicos de Invierno de 1964 en el apartado de esquí de fondo. Allí se convirtió en la gran dominadora del esquí de fondo femenino al ganar las tres pruebas disputadas: la de 5 y 10 kilómetros y la de relevos 3x5 kilómetros. En el Campeonato Mundial de Esquí Nórdico consiguió dos medallas de oro en las pruebas de 10 km y relevos 3x5 km y una medalla de plata en la de 5 kilómetros.